# Eilema rungsi
Eilema rungsi is een vlinder uit de familie van de spinneruilen (Erebidae), onderfamilie beervlinders (Arctiinae). De wetenschappelijke naam van de 
soort is voor het eerst geldig gepubliceerd in 1960 door Toulgoet.
Deze nachtvlinder komt voor in Europa.